# Musikjahr 1726
Liste der Musikjahre

◄◄ | ◄ | 1722 | 1723 | 1724 | 1725 | Musikjahr 1726 | 1727 | 1728 | 1729 | 1730 | ► | ►►

Weitere Ereignisse
Dieser Artikel behandelt das Musikjahr 1726.

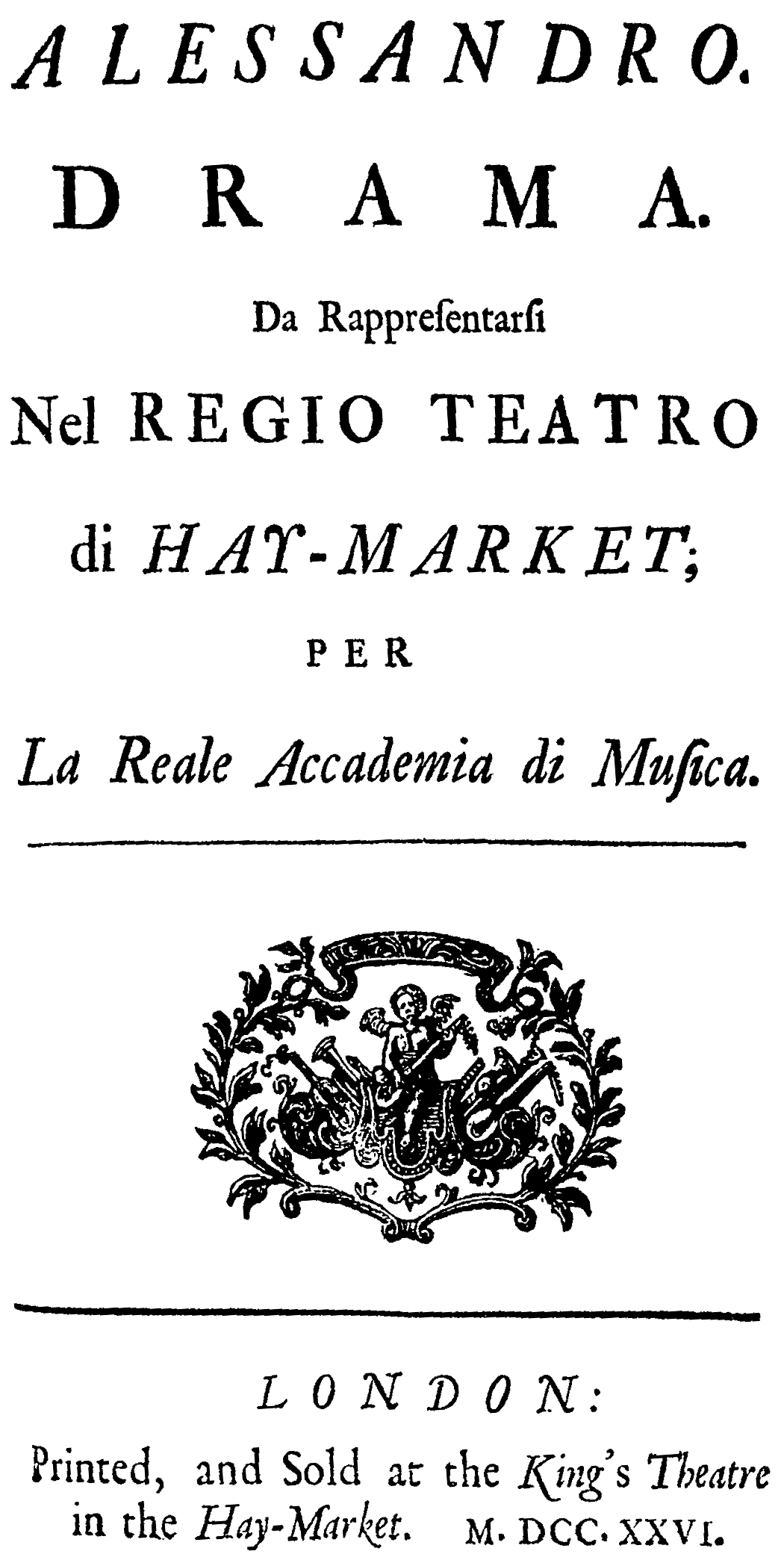
Georg Friedrich Händel – Alessandro – Titelseite des Librettos – London 1726

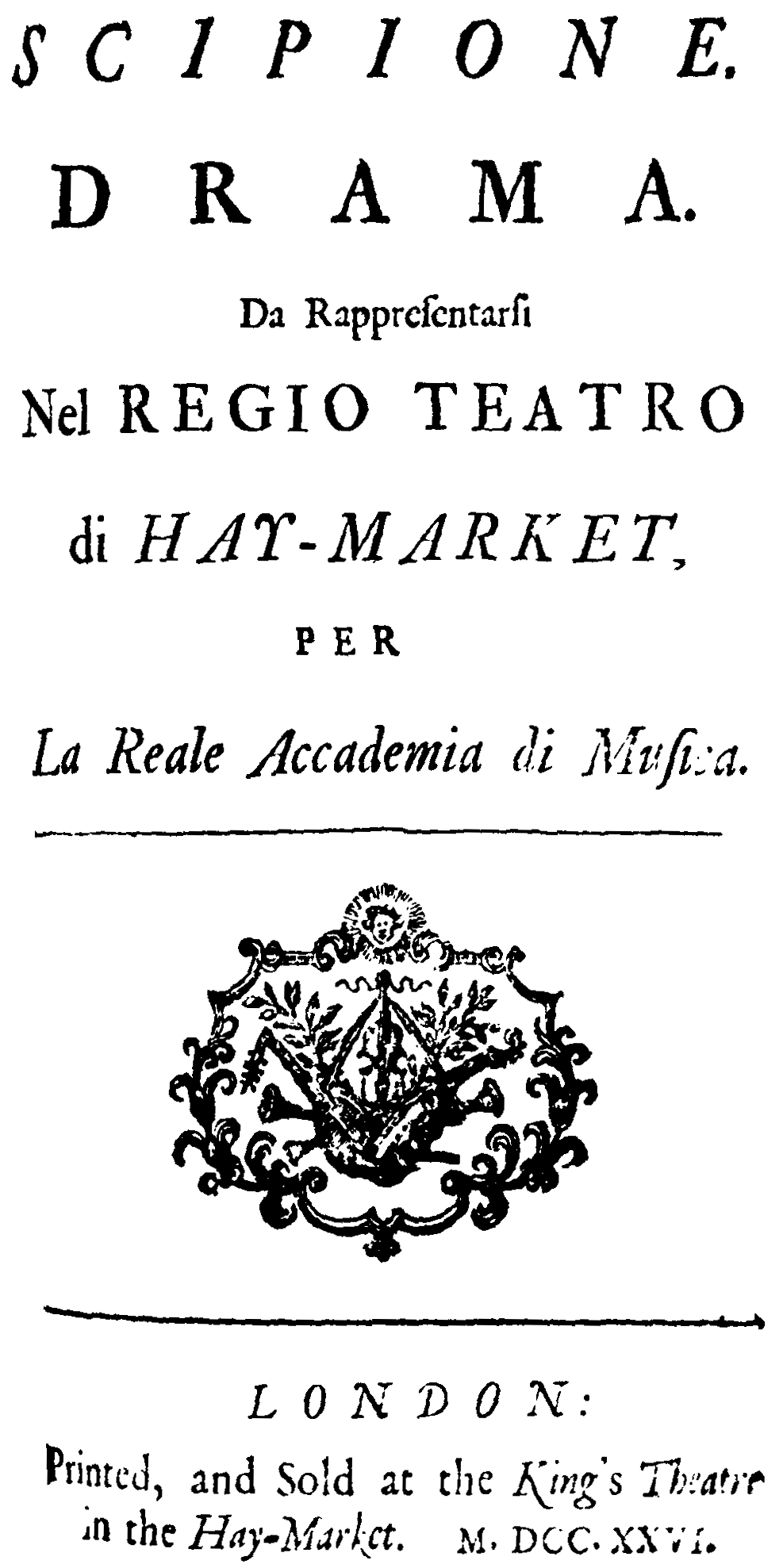
Georg Friedrich Händel – Publio Cornelio Scipione – Titelseite des Librettos – London 1726

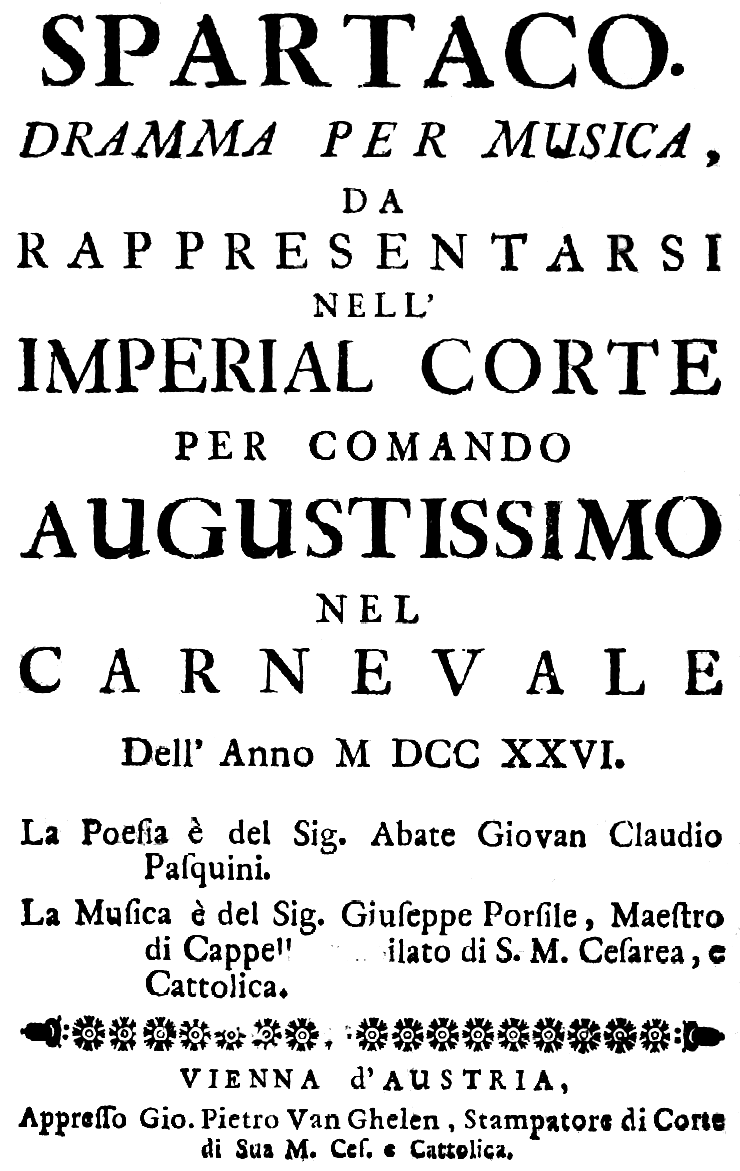
Giuseppe Porsile – Spartaco – Titelseite des Librettos – Wien 1726

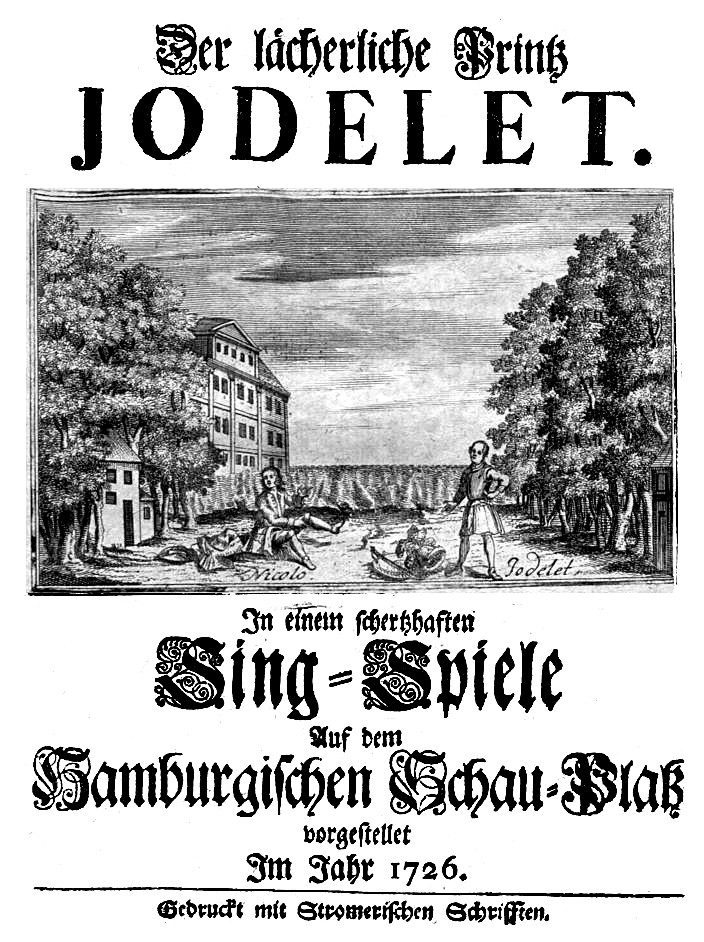
Reinhard Keiser – Der lächerliche Prinz Jodelet – Titelseite des Librettos

## Ereignisse

### Johann Sebastian Bach
- Johann Sebastian Bach ist seit dem 30. Mai 1723 Thomaskantor und musikalischer Leiter der Thomaskirche in Leipzig.
- Den Titel eines Fürstlich-Köthenischen Kapellmeisters darf Bach trotz seines Weggangs aus Köthen im Jahr 1723 weiterführen. Er liefert noch bis zum Tod von Fürst Leopold von Anhalt-Köthen (1728) Musik zu den Festtagen des Fürstenhauses.
- 01. Januar: Uraufführung der Bach-Kantate Herr Gott, dich loben wir (BWV 16) an Neujahr.
- 13. Januar: Uraufführung der Bach-Kantate Liebster Jesu, mein Verlangen (BWV 32) am 1. Sonntag nach Epiphanias.
- 20. Januar: Uraufführung der Bach-Kantate Meine Seufzer, meine Tränen (BWV 13) am 2. Sonntag nach Epiphanias.
- 27. Januar: Uraufführung der Bach-Kantate Alles nur nach Gottes Willen (BWV 72) am 3. Sonntag nach Epiphanias.
- 30. Mai: Uraufführung der Bach-Kantate Gott fähret auf mit Jauchzen (BWV 43) an Christi Himmelfahrt.
- 01. Juni: Uraufführung der Bach-Kantate O ewiges Feuer, o Ursprung der Liebe (BWV 34) am 1. Pfingstfesttag.
- 16. Juni: Uraufführung der Bach-Kantate Gelobet sei der Herr, mein Gott (BWV 129) an Trinitatis.
- 23. Juni: Uraufführung der Bach-Kantate Brich dem Hungrigen dein Brot (BWV 39) am 1. Sonntag nach Trinitatis.
- 21. Juli: Uraufführung der Bach-Kantate Siehe, ich will viel Fischer aussenden (BWV 88) am 5. Sonntag nach Trinitatis.
- 28. Juli: Johann Sebastian Bachs Kirchenkantate Vergnügte Ruh, beliebte Seelenlust (BWV 170) wird in seinem vierten Jahr als Thomaskantor in Leipzig gemeinsam mit der Kantate Ich will meinen Geist in euch geben von Johann Ludwig Bach uraufgeführt.
- 04. August: Uraufführung der Bach-Kantate Es wartet alles auf dich (BWV 187) am 7. Sonntag nach Trinitatis.
- 11. August: Uraufführung der Bach-Kantate Es ist dir gesagt, Mensch, was gut ist (BWV 45) 8. Sonntag nach Trinitatis.
- 25. August: Uraufführung der Bach-Kantate Herr, deine Augen sehen nach dem Glauben (BWV 102) am .10. Sonntag nach Trinitatis.
- 08. September: Die geistliche Kantate Geist und Seele wird verwirret (BWV 35) von Bach wird in Leipzig uraufgeführt.
- 22. September: Uraufführung der Bach-Kantate Wer Dank opfert, der preiset mich (BWV 17) am 14. Sonntag nach Trinitatis.
- 29. September: Die Kantate Es erhub sich ein Streit (BWV 19) hat ihre Uraufführung in Leipzig. Wahrscheinlich wurde der ursprüngliche Text von Picander von Johann Sebastian Bach selbst umgearbeitet.
- 06. Oktober: Uraufführung der Bach-Kantate Wer weiß, wie nahe mir mein Ende? (BWV 27) am 16. Sonntag nach Trinitatis.
- 13. Oktober: Uraufführung der Bach-Kantate Wer sich selbst erhöhet, der soll erniedriget werden (BWV 47) am 17. Sonntag nach Trinitatis.
- 20. Oktober: Die Kirchenkantate Gott soll allein mein Herze haben (BWV 169) von Bach hat ihre Uraufführung in Leipzig.
- 27. Oktober: Die Kantate Ich will den Kreuzstab gerne tragen (BWV 56) von Johann Sebastian Bach wird in Leipzig am 19. Sonntag nach Trinitatis aufgeführt.
- 03. November: Uraufführung der Bach-Kantate Ich geh und suche mit Verlangen (BWV 49) am 20. Sonntag nach Trinitatis.
- 10. November: Uraufführung der Bach-Kantate Was Gott tut, das ist wohlgetan (BWV 98) am 21. Sonntag nach Trinitatis.
- 17. November: Uraufführung der Bach-Kantate Ich armer Mensch, ich Sündenknecht (BWV 55) am 22. Sonntag nach Trinitatis.
- 24. November: Uraufführung der Bach-Kantate Falsche Welt, dir trau ich nicht (BWV 52) am 23. Sonntag nach Trinitatis.
- 11. Dezember: Die Kantate Vereinigte Zwietracht der wechselnden Saiten (BWV 207) wird erstmals in Leipzig aufgeführt.
- 1726 wird Johann Sebastian Bach zum elften Mal Vater. Das vierte gemeinsame Kind mit seiner zweiten Frau Anna Magdalena Bach, Elisabeth Juliana Friederica, genannt „Liesgen“ (1726–1781), wird geboren. Ihr erstes gemeinsames Kind, Christiana Sophia Henrietta (1723–1726), stirbt in diesem Jahr.
- Im Laufe des Jahres kopiert Bach insgesamt 18 Kirchenkantaten, die von seinem Cousin Johann Ludwig Bach geschrieben wurden und führt diese auf.

### Georg Friedrich Händel
- Georg Friedrich Händel ist in London als musikalischer Direktor der Royal Academy of Music, eines Opernunternehmens auf Subskriptionsbasis am King’s Theatre, tätig. Er wohnt seit Juli/August 1723 in London in der 25 Brook Street und bewohnt hier bis zu seinem Tod im Jahr 1759 zwei Stockwerke. Nahezu alle Werke, die seit 1723 entstehen, werden in diesem Haus komponiert. Auch die Vorbereitungen der Aufführungen finden oft im Händelschen Dining Room statt.
- 16. Januar: Vermutlich an diesem Tag wird Händels Te Deum in A-Dur in der Königskapelle, St. James’s Palace in London uraufgeführt.
- 12. März: Das Dramma per musica Publio Cornelio Scipione von Händel hat seine Uraufführung am King’s Theatre am Londoner Haymarket durch die Royal Academy of Music. Das Libretto stammt von Paolo Antonio Rolli nach der gleichnamigen Vorlage von Antonio Salvi. Die Stars der Uraufführung sind Senesino, Francesca Cuzzoni, Luigi Antinori und Giuseppe Maria Boschi.
- 05. Mai: Die Opera seria Alessandro von Georg Friedrich Händel nach einem weiteren Libretto von Paolo Antonio Rolli wird am King’s Theatre am Londoner Haymarket uraufgeführt. Die literarische Vorlage La superbia d’Alessandro stammt von Ortensio Mauro. Bei der Uraufführung kommt es zum erstmaligen Aufeinandertreffen der beiden berühmtesten Sängerinnen der Zeit: Francesca Cuzzoni (Sopran) und Faustina Bordoni (Mezzosopran), die mit dem Mezzosoprankastraten Senesino ein „Triumvirat“ bilden. Die Oper ist so erfolgreich, dass die übliche Anzahl von zwei Aufführungen wöchentlich nicht ausreicht. Bereits im November gelangt die Oper zweimal unter dem Titel Der hochmüthige Alexander an der Hamburger Oper am Gänsemarkt zur Aufführung.
- Georg Friedrich Händel wird britischer Staatsbürger.

### Domenico Scarlatti
- Domenico Scarlatti ist seit 1719 in Lissabon Musiklehrer und Hofkapellmeister am Hofe des frommen und verschwendungssüchtigen Königs Johann V. Scarlatti hat hier vor allem geistliche Vokalwerke zu liefern und schreibt auch einige weltliche Serenatas. Er unterrichtet außerdem den jüngeren Bruder des Königs Dom António (1695–1757) und die an Asthma leidende portugiesische Prinzessin Maria Bárbara de Bragança am Cembalo, die sich als hochbegabte Musikliebhaberin erweist.

### Georg Philipp Telemann
- Georg Philipp Telemann ist seit 1721 Cantor Johannei und Director Musices der Stadt Hamburg, eines der angesehensten musikalischen Ämter Deutschlands. In diesem Amt verpflichtet sich Telemann zur Komposition von zwei Kantaten wöchentlich und einer Passion pro Jahr, in späteren Jahren greift er allerdings bei seinen Kantaten auf frühere Werke zurück. Daneben komponiert er zahlreiche Musiken für private und öffentliche Anlässe, etwa für Gedenktage und Hochzeiten. Außerdem hat er für ein Jahresgehalt von 300 Talern auch die Leitung der Hamburgischen Oper am Gänsemarkt übernommen, baut das bereits 1660 von Matthias Weckmann gegründete, aber mittlerweile nicht mehr konzertierende Collegium musicum neu auf und übernimmt zusätzlich eine Stelle als Kapellmeister von Haus aus für den Hof des Markgrafen von Bayreuth. Dorthin liefert er von Zeit zu Zeit Instrumentalmusik sowie eine Oper jährlich.

### Antonio Vivaldi
- Antonio Vivaldi, der seit 1718 in Mantua tätig war, wo er in Diensten von Prinz Philipp von Hessen-Darmstadt hauptsächlich als Intendant und Opernkomponist arbeitete, kehrt 1726 als musikalischer Leiter des Teatro Sant’Angelo in seine Heimatstadt Venedig zurück. Dort wird er sowohl als Komponist als auch als Geigenvirtuose zur lebenden Legende und zum „Wallfahrtsziel“ für viele Musiker aus ganz Europa.
- Wahrscheinlich am 4. oder 5. November 1726 wird die Serenata in zwei Teilen La Senna festeggiante von Antonio Vivaldi (Musik) mit einem Libretto von Domenico Lalli anlässlich des Namenstages des französischen Königs Ludwig XV. in Venedig uraufgeführt.
- Spätestens 1726 entstehen die Opern Cunegonda (RV 707), Dorilla in Tempe (RV 709) und La fede tradita e vendicata (RV 712).[1]
- Um das Jahr 1726 lernt Vivaldi die damals 16 Jahre alte Anna Girò (ursprünglich Giraud) kennen, eine Sängerin französischer Herkunft, die ihn fortan auf seinen Reisen begleitet.

### Weitere biografische Ereignisse
- Giuseppe Matteo Alberti ist von 1726 bis zu seinem Tod im Jahr 1751 Kapellmeister der Kirche San Giovanni in Monte in Bologna.
- Francisco António de Almeida, der sich ab 1720 zu Studienzwecken in Italien aufgehalten hat, kehrt nach Portugal zurück. Kurz vor seiner Rückkehr kommt sein zweites Oratorium La Giuditta in Italien zur Aufführung.
- Am 14. Januar 1726 wird im Teatro delle Dame in Rom Leonardo Vincis Oper Didone abbandonata uraufgeführt; wie in den päpstlichen Staaten üblich besteht die gesamte Besetzung ausschließlich aus Kastraten, darunter der für seine Frauenrollen berühmte Farfallino (eigentl. Giacinto Fontana; 1692–1739) in der Titelpartie, Filippo Finazzi als Göttin Selene, und der aus Händels Biografie bekannte Gaetano Berenstadt in einer Nebenrolle.[2][3][4] Am 4. November 1726 erlebt in Neapel auch Vincis L’Ernelinda ihre Uraufführung (am Teatro San Bartolomeo).
- Farinelli singt 1726 in Mailand.
- Johann Adolph Hasse gibt mit Sesostrate am 13. Mai 1726 seinen erfolgreichen Einstand am renommierten Teatro San Bartolomeo in Neapel und reiht sich mit seinen folgenden Opern unter die beliebtesten Opernkomponisten Italiens ein.
- Giuseppe Porsile komponiert zu Ehren des französischen Königs Ludwig XV. anlässlich dessen Geburtstags am 15. Februar die Kantate Il giorno natalizio di Giove, die in der Residenz des französischen Botschafters, dem Herzog von Richelieu, aufgeführt wird. Porsiles bekanntestes Werk, die Oper Spartaco, wird am 21. Februar im Kleinen Hoftheater in Wien uraufgeführt. Der damalige Hofdichter Apostolo Zeno vermerkt in seinen Lettere (IV, 98), dass deren Erfolg sowohl auf die Schönheit der Musik als auch auf den Gesang von Faustina Bordoni zurückgeht, die darin erstmals in Wien auftritt. Er lässt die stimmlichen Fähigkeiten Faustinas und der drei anderen international berühmten Sänger durch den genutzten Tonumfang, dramatische melodische Sprünge und lange melodische Phrasen ideal zur Geltung kommen. In der Wahnsinnsszene des Spartacus im dritten Akt verzichtet er auf die traditionelle da-capo-Form.
- Am 25. Februar heiratet Jean-Philippe Rameau im Alter von zweiundvierzig Jahren die neunzehnjährige Marie-Louise Mangot aus einer Musikerfamilie.
- Jean-Philippe Rameau, der 1722 sein theoretisches Werk Traité de l'harmonie réduite à ses principes naturels in Druck gegeben hatte veröffentlicht 1726 Nouveau Système de musique theorique. Mit diesen Büchern begründet er die moderne Musiktheorie für Akkord- und Harmonielehre und erwirbt sich einen Ruf als Musiktheoretiker.

### Gründungen
- In London wird die Academy of Ancient Music gegründet.

### Uraufführungen

#### Bühnenwerke

##### Oper

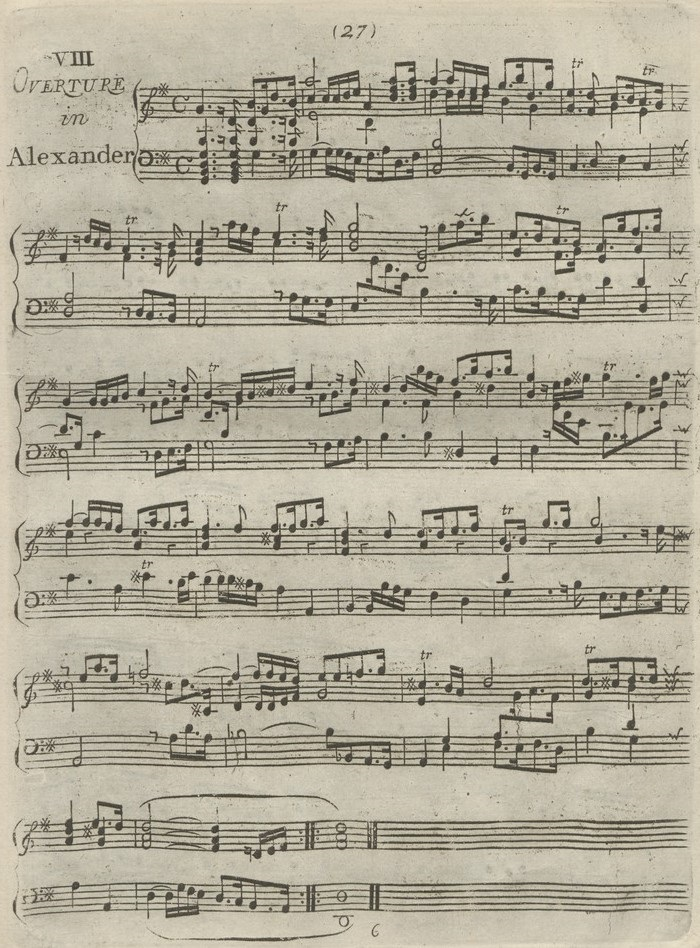
Beginn der Ouvertüre von Georg Friedrich Händels Oper Alessandro

- 14. Januar: Die Oper Didone abbandonata von Leonardo Vinci mit dem Libretto von Pietro Metastasio wird am Teatro delle Dame in Rom uraufgeführt.
- 31. Januar Die Serenata Prologus beim Geburths-Feste Friderici Ludovici von Hannover von Reinhard Keiser auf das Libretto von Johann Philipp Praetorius wird uraufgeführt.
- Januar oder Februar: Das Singspiel in fünf Akten Mistevojus König der Obotriten oder Wenden von Reinhard Keiser auf das Libretto von Johann Samuel Müller nach Antioco von Apostolo Zeno / Pietro Pariati und Seleuco von Nicolò Minato hat Uraufführung. Das Singspiel enthält italienische Arien von Paolo Antonio Rolli und Antonio Caldara.
- 02. Februar: Das Libretto Siroe von Pietro Metastasio wird in der Vertonung von Leonardo Vinci am Teatro San Giovanni Grisostomo in Venedig mit Marianna Benti Bulgarelli, Nicolo Grimaldi und Giovanni Carestini in den Hauptrollen erstmals aufgeführt. Insgesamt wird das Werk mehr als 35 Mal vertont.
- 15. Februar: Die Oper Il giorno natalizio di Giove von Giuseppe Porsile auf das Libretto von Giovanni Claudio Pasquini wird in Wien in der Residenz des französischen Botschafters, dem Herzog von Richelieu, uraufgeführt.
- 21. Februar: Das Dramma per Musica in drei Akten Spartaco von Giuseppe Porsile auf das Libretto von Giovanni Claudio Pasquini wird in Wien im kleinen Hoftheater uraufgeführt.
- 09. März: Die Oper Die wunderbare Beständigkeit der Liebe, oder Orpheus von Georg Philipp Telemann mit einem eigenen Libretto nach einer Vorlage von Michel Du Boullay wird in Hamburg in der Oper am Gänsemarkt uraufgeführt.
- 12. März: Das Dramma per musica Publio Cornelio Scipione von Händel hat seine Uraufführung am King’s Theatre am Londoner Haymarket durch die Royal Academy of Music. Das Libretto stammt von Paolo Antonio Rolli nach der gleichnamigen Vorlage von Antonio Salvi.
- 05. Mai: Die Opera seria Alessandro von Georg Friedrich Händel nach einem weiteren Libretto von Paolo Antonio Rolli wird am King’s Theatre am Londoner Haymarket uraufgeführt. Die literarische Vorlage La superbia d’Alessandro stammt von Ortensio Mauro.

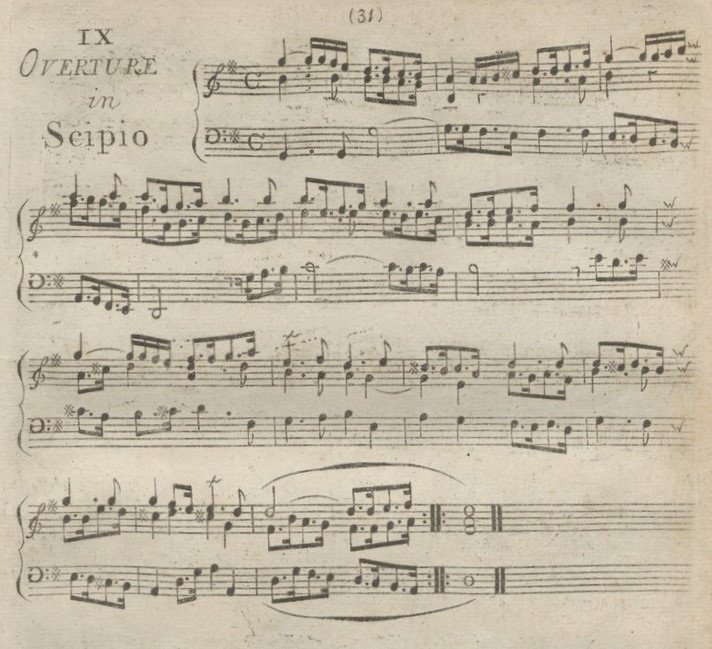
Beginn der Ouvertüre von Georg Friedrich Händels Oper Publio Cornelio Scipione

- 13. Mai: Die Oper Sesostrate von Johann Adolph Hasse auf das Libretto von Antonio Carasale hat am Teatro San Bartolomeo in Neapel Uraufführung.
- 17. Juli: Die Uraufführung der Oper Claudius, Römischer Käyser von Reinhard Keiser findet am Theater am Gänsemarkt in Hamburg statt. Im gleichen Jahr wird auch Keisers Oper Der lächerliche Prinz Jodelet auf das Libretto von Johann Philipp Praetorius uraufgeführt. Die Rolle der Erminda wird von Margaretha Susanna Kayser gesungen.
- 28. August: Die Uraufführung der Serenata La corona d’Arianna von Johann Joseph Fux (Musik) mit einem Libretto von Pietro Pariati erfolgt zum Geburtstag der Kaiserin Elisabeth Christine im Favorita-Garten in Wien.
- 01. Oktober: Die Oper lI tempio di Giano, chiuso da Cesare Augusto von Giuseppe Porsile auf das Libretto von Giovanni Claudio Pasquini wird in Wien uraufgeführt.
- Winter: Das Bühnenwerken Arianna von Benedetto Marcello wird wahrscheinlich im Salon des Kardinals Pietro Ottoboni in Venedig uraufgeführt.
- Tomaso Albinoni – La Statira
- Pietro Auletta – La Carlotta
- Francesco Ciampi
  - Ciro (Libretto von Pietro Pariati; Uraufführung in Mailand)
  - Lucio Vero (Uraufführung in Mantua im Teatro Arciducale)
  - Zenobia (Uraufführung in Mantua)
- Francesco Feo – Don Chisciotte della Mancha e Coriando lo speciale (Intermezzo; Uraufführung in Rom)
- Reinhard Keiser
  - Der lächerliche Prinz Jodelet
  - Buchhöfer. Der stumme Printz Atis (Intermezzo; Libretto von Johann Philipp Praetorius)
  - Barbacola (Intermezzo; Musik teilweise von Jean-Baptiste Lully)
- Giovanni Battista Martini – Azione teatrale
- Nicola Antonio Porpora – Imeneo in Atene
- Antonio Vivaldi
  - Cunegonda (RV 707)
  - Dorilla in Tempe (RV 709)
  - La fede tradita e vendicata (RV 712)[1]

##### Oratorium
- 14. März: Das Oratorium Assalone nemico del padre amante von Giuseppe Porsile wird in der Hofkapelle in Wien uraufgeführt.
- Francisco Antonio de Almeida – La Giuditta
- Johann Mattheson – Der undanckbare Jerobeam, Hamburg
- Georg Philipp Telemann – O hilf, Christe Gottes Sohn (TWV 5:11)

### Instrumentalmusik

#### Orchester
- Francesco Geminiani – Concerti grossi nach Arcangelo Corellis Violinsonaten op. 5 (London 1726/1727)
- Antonio Vivaldi – Konzerte, die nicht genau datierbar sind.[1]

#### Kammermusik
- François Couperin – „Les Nations“, Sonades et suites de simphonies en trio(Paris, 1726). 4 Triosonaten oder -suiten für beliebige Besetzung (La françoise, L’espagnole, L’impériale und La piémontaise)
- Willem de Fesch – 6 Sonaten für Violine und Basso continuo und 6 Sonaten für 2 Violoncelli (1725, erschienen im Selbstverlag Amsterdam 1726)
- Georg Friedrich Händel
  - Sonata a Flauto e Cembalo[5] g-Moll, HWV 360 (komponiert 1725–1726)
  - Sonata a Flauto e Cembalo[6] F-Dur, HWV 369 (komponiert 1725–1726)[7]

### Tastenmusik

#### Cembalo
- Johann Sebastian Bach – Partita Nr. 1 B-Dur BWV 825 (Einzelpublikation 1726); Partita Nr. 2 c-moll BWV 826
- Jean-Philippe Rameau – Livres de pièces de clavecin, 3. Band (1726/1727). Zwei weitere Bücher erschienen 1706 und 1724.

#### Orgel
- Johann Sebastian Bach – Trio nach einer Triosonate von Johann Friedrich Fasch (BWV 585, komponiert 1726/1727?)[8]

### Vokalmusik

#### Geistlich
- Johann Sebastian Bach – zahlreiche Kantaten
  - Meine Seufzer, meine Tränen (BWV 13)
  - Herr Gott, dich loben wir (BWV 16)
  - Wer Dank opfert, der preiset mich (BWV 17)
  - Es erhub sich ein Streit (BWV 19)
  - Wer weiß, wie nahe mir mein Ende? (BWV 27)
  - Liebster Jesu, mein Verlangen (BWV 32)
  - O ewiges Feuer, o Ursprung der Liebe (BWV 34)
  - O ewiges Feuer, o Ursprung der Liebe (BWV 34a)
  - Geist und Seele wird verwirret (BWV 35)
  - Steigt freudig in die Luft (BWV 36a)
  - Brich dem Hungrigen dein Brot (BWV 39)
  - Gott fähret auf mit Jauchzen (BWV 43)
  - Es ist dir gesagt, Mensch, was gut ist (BWV 45)
  - Wer sich selbst erhöhet, der soll erniedriget werden (BWV 47)
  - Ich geh und suche mit Verlangen (BWV 49)
  - Falsche Welt, dir trau ich nicht (BWV 52)
  - Ich armer Mensch, ich Sündenknecht (BWV 55)
  - Ich will den Kreuzstab gerne tragen (BWV 56)
  - Alles nur nach Gottes Willen (BWV 72)
  - Siehe, ich will viel Fischer aussenden (BWV 88)
  - Was Gott tut, das ist wohlgetan (BWV 98)
  - Herr, deine Augen sehen nach dem Glauben (BWV 102)
  - Gelobet sei der Herr, mein Gott (BWV 129)
  - Gott soll allein mein Herze haben (BWV 169)
  - Vergnügte Ruh, beliebte Seelenlust (BWV 170)
  - Es wartet alles auf dich (BWV 187)
  - Vereinigte Zwietracht der wechselnden Saiten (BWV 207)
- Benedetto Marcello – Estro poetico-armonico: parafrasi sopra li primi (e secondi) venticinque salmi (8 Bände, Venedig 1724–1726)
- Georg Philipp Telemann – Harmonischer Gottes-Dienst, 72 Kirchen-Kantaten für Singstimme, Soloinstrument und basso continuo (veröffentlicht 1725/1726)

#### Weltlich
- Johann Sebastian Bach
  - Kantate Ich bin in mir vergnügt (BWV 204, komponiert 1726/1727)
  - Kantate Vereinigte Zwietracht der wechselnden Saiten (BWV 207)
- Antonio Vivaldi
  - Serenata La Senna festeggiante (RV 693, komponiert 1726?)
  - Kantate Andromeda liberata (RV Anh. 117, komponiert 1726?)[1]

### Populärmusik
- Henry Carey – Sally in Our Alley

### Lehrwerke

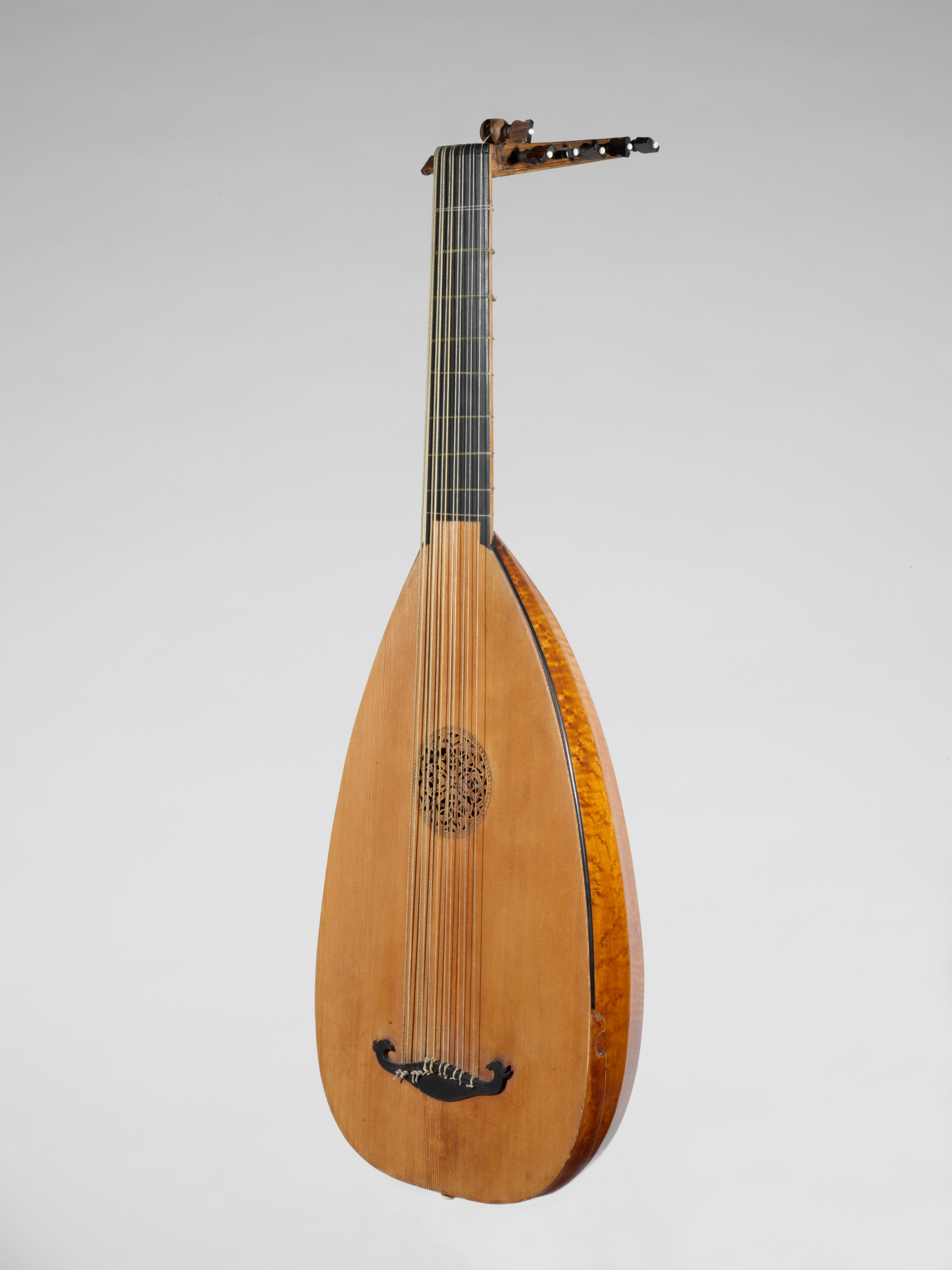
Gregori Ferdinand Wenger, Mandora aus dem Jahr 1726

- Jean-Philippe Rameau – Nouveau système de musique théorique, Paris 1726

### Instrumentenbau

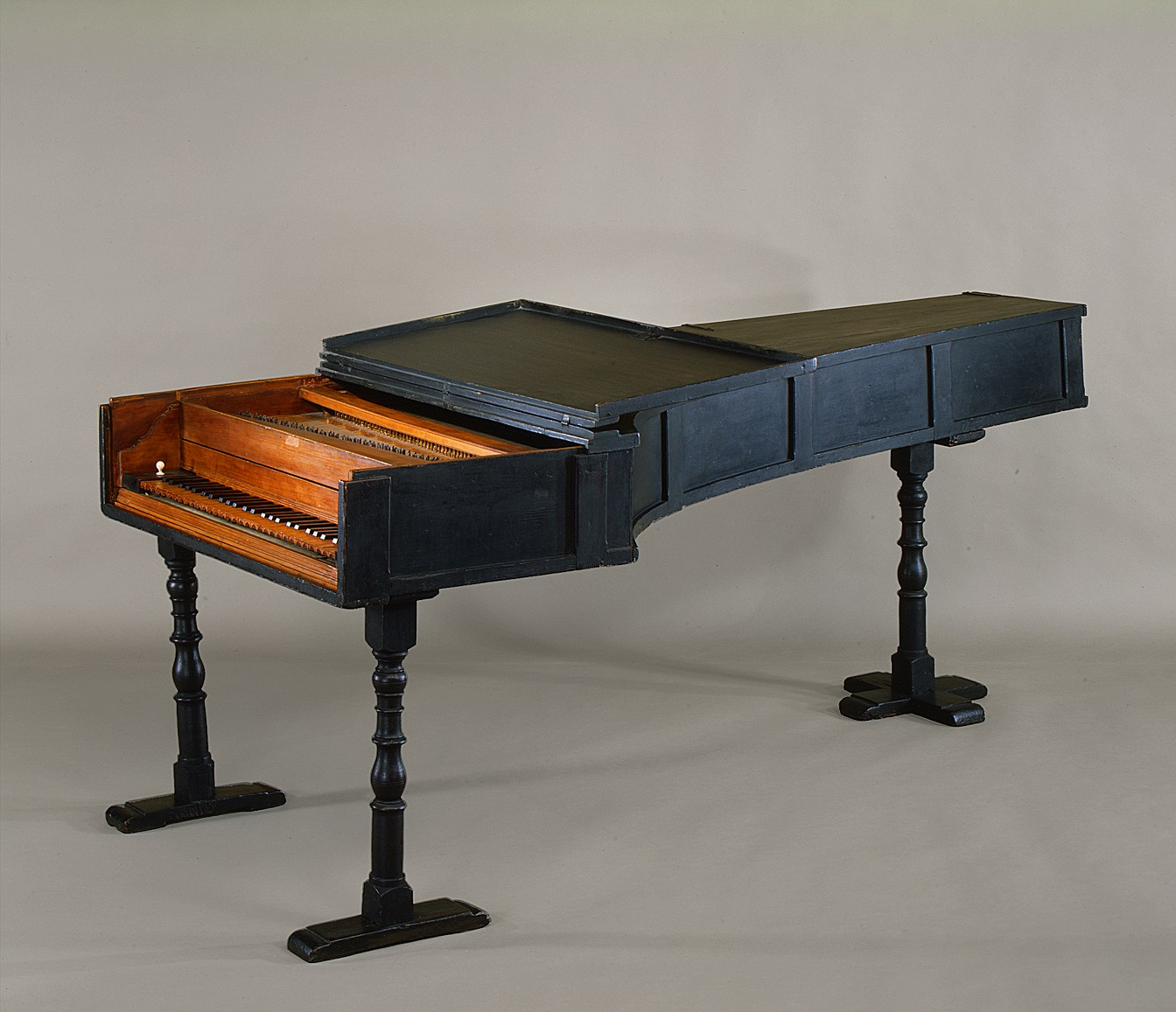
Pianoforte von Cristofori, Metropolitan Museum of Art

- Bartolomeo Cristofori vollendet das Hammerklavier. Grundlage für die Spielbarkeit des Hammerklaviers ist eine ausgefeilte Mechanik, bei der ein Hammer durch eine Stoßzunge gegen die Saite geschleudert wird und sie zum freien Schwingen sofort wieder freigibt. Mit dem Drücken der Taste wird gleichzeitig ein Dämpfer angehoben, der nach Loslassen der Taste die schwingende Saite abfängt. Cristofori spannt jeweils zwei gleich gestimmte Saiten (einen so genannten Chor) nebeneinander, um eine höhere Lautstärke zu ermöglichen. Neu ist dabei insbesondere, dass sich durch den Kraftaufwand die Lautstärke stufenlos von leise (italienisch: piano) bis laut (italienisch: forte) beeinflussen lässt; entsprechend wird das Instrument Pianoforte getauft, wovon sich die Kurzform Piano ableitet. Heute gibt es noch drei Originale des Instrumentes: eines befindet sich in Leipzig, eines in Rom und eines in New York. Insgesamt sind zehn Instrumente verschiedener Bauart (darunter auch Spinette und Cembali) aus Cristoforis Werkstatt erhalten.
- Zacharias Hildebrandt vollendet 1726 den Bau der Orgel zu Lengefeld. Auf Grund dessen kommt es zu einem Streit mit Gottfried Silbermann, der Hildebrandt als Konkurrenten betrachtet und gerichtlich verklagt. Den Streit schlichtet ein Abkommen, worin sich Hildebrandt verpflichtet, nur noch von Silbermann zuvor abgelehnte Aufträge zu übernehmen. Er verlegt daraufhin seinen Wirkungsbereich in die Leipziger Gegend und das westliche Kursachsen.
- In der Werkstatt von Antonio Stradivari werden die Violoncelli Marquis de Cerberon ex Loeb und Comte de Saveuse gefertigt.
- Andreas Silbermann vollendet den Bau der Orgel in der Dominikanerkirche Colmar.
- Gottfried Silbermann
  - vollendet den Bau der Orgel in der Evangelischen Kirche in Forchheim,
  - stellt die Orgel in der Dorfkirche in Dittersbach bei Stolpen fertig und
  - beginnt mit dem Bau der Orgel in der Kirche Helbigsdorf in Helbigsdorf.

## Geboren

### Geburtsdatum gesichert
- 00. März: Joseph Anton Steffan, Cembalist und Komponist († 1797)
- 07. April: Charles Burney, britischer Komponist und Musikhistoriker († 1814)
- 01. Mai: Justus Friedrich Wilhelm Zachariae, deutscher Schriftsteller, Übersetzer und Herausgeber sowie Komponist († 1777)
- 14. Juni: Johannes Zumpe, englischer Tafelklavierbauer († 1790)
- 26. August (getauft): Karl Kohaut, österreichischer Lautenist, Komponist und Beamter († 1784)
- 01. September: Johann Becker, Organist und Komponist († 1803)
- 03. September: François Louis Dubois, elsässischer Orgelbauer schweizerischer Herkunft († 1766)
- 07. September: François-André Danican Philidor, französischer Komponist und Schachspieler († 1795)
- 24. Dezember: Johann Ernst Hartmann, deutsch-dänischer Musiker und Komponist († 1793)

### Genaues Geburtsdatum unbekannt
- Johann Christoph Mann, österreichischer Komponist und Musikpädagoge († 1782)

## Gestorben

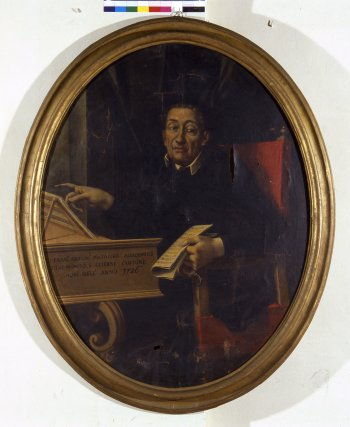
Francesco Antonio Pistocchi; † 13. Mai

### Todesdatum gesichert
- 02. Januar: Domenico Zipoli, italienischer Barockkomponist, Organist und Missionar (* 1688)
- 18. Januar: Bartolomeo Laurenti, italienischer Violinist und Komponist (* um 1644)
- 23. Januar: Friedrich Konrad Hiller, deutscher evangelischer Jurist und Kirchenlieddichter (* 1651)
- 19. März: Johann Adolf von Anhalt-Zerbst, Prinz von Anhalt-Zerbst, Militär und Kirchenlieddichter (* 1654)
- 27. März: Carlo Luigi Pietragrua, italienischer Komponist, Kapellmeister und Chorleiter (* um 1665)
- 01. April: Vicent Presiac, valencianischer Komponist, Organist und Chormeister (* 1673)

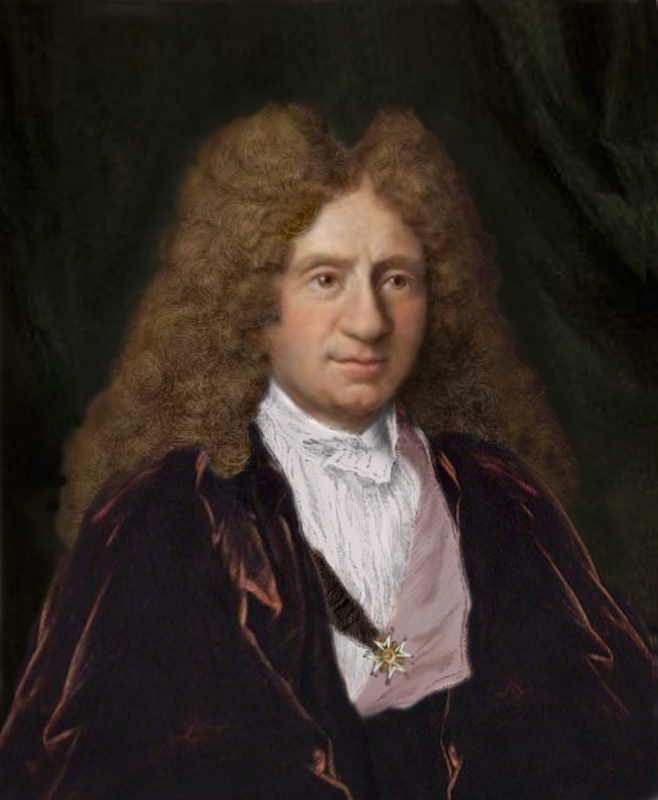
Michel-Richard Delalande; † 18. Juni

- 12. April: Vincenzo Olivicciani, italienischer Sänger (* 1647)
- 13. Mai: Francesco Antonio Pistocchi, italienischer Komponist, Librettist, Alt-Kastrat und Gesangslehrer (* 1659)
- 18. Juni: Michel-Richard Delalande, französischer Komponist (* 1657)
- 18. Juni: Michel Farinel, französischer Violinist und Komponist (* 1649)
- 08. Juli: Antonio Maria Bononcini, italienischer Komponist und Cellist (* 1677)
- 09. Juli: Johann Adam Haßlocher, deutscher lutherischer Geistlicher und Kirchenlieddichter (* 1645)
- 02. Oktober: Johann Heinrich Kindervater, deutscher lutherischer Geistlicher, Theologe, Regionalhistoriker und Kirchenlieddichter (* 1675)
- 30. November: Georg Theodor Reineck, Stadtkantor in Weimar und Kirchenkomponist (* um 1660)
- 01. Dezember: Georg Andreas Kraft, deutscher Barockkomponist (* um 1660)

### Genaues Todesdatum unbekannt
- Friedrich Salomon Kaltschmidt, deutscher Kirchenmusiker in Küstrin, Berlin und Stettin (* um 1670)